# Sportbil

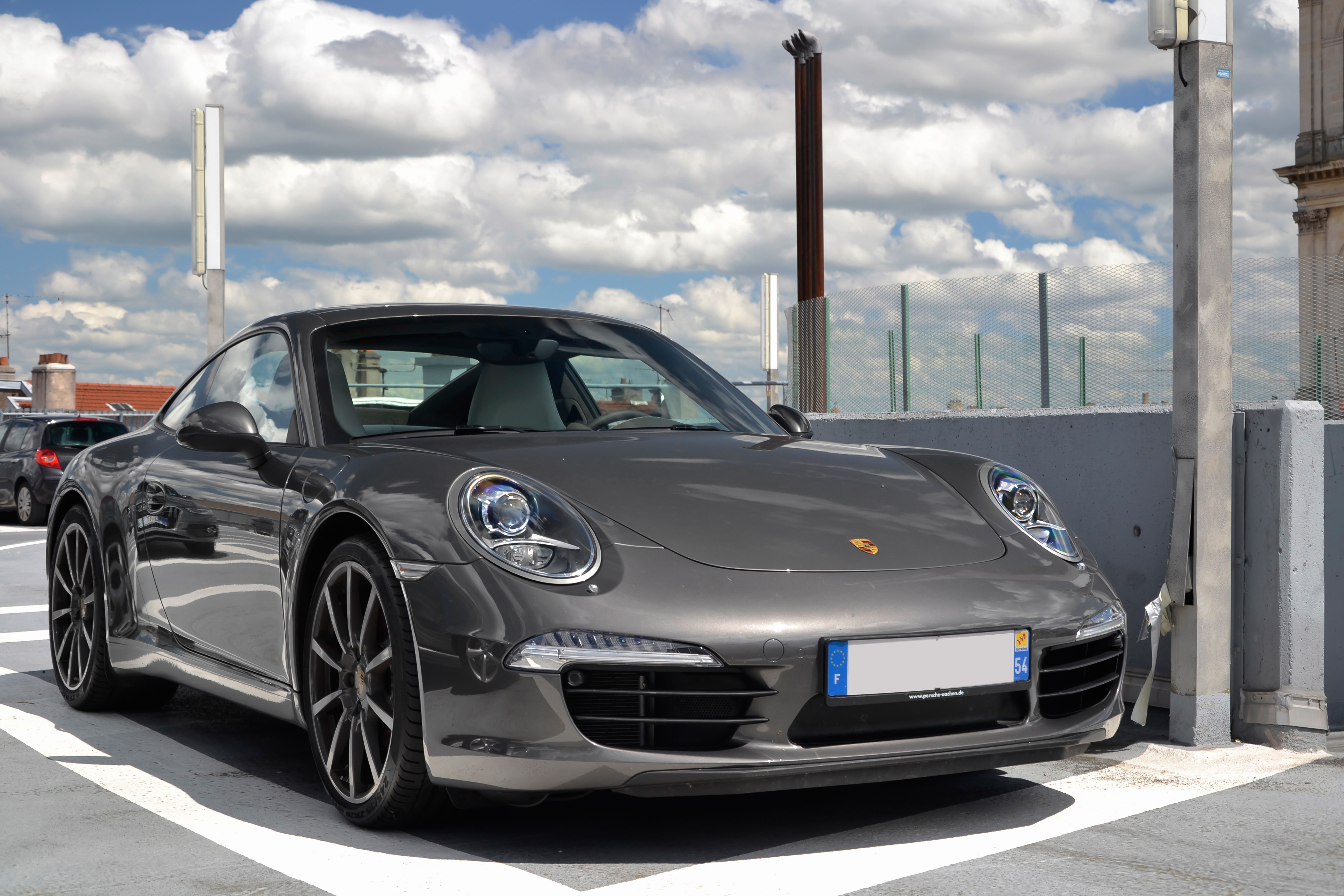
Porsche 911

En sportbil eller sportvagn är en bil som är konstruerad för att se snabb ut (och i de flesta fall även vara det). Det "sportiga" intrycket ges i regel av dess cabrioletkaross eller låga, oftast tvåsitsiga coupékaross. Begreppet används bland annat inom motorsport.

## Definitioner
Den exakta definitionen av vad som kännetecknar en sportbil varierar. De flesta sportbilar erbjuder inte samma komfort som en sedan eller liknande, eftersom sportbilar främst är konstruerade för bra prestanda. Detta innebär dock inte automatisk effektstarka motorer, prestandan och de sportiga egenskaperna kan lika gärna komma från god väghållning och låg vikt. Enligt somliga bör en sportbil vara en- eller tvåsitsig, andra ser helst att taket är fällbart eller avtagbart.
En sportcoupé är i grunden en roadster utrustad med tak, och en supersportbil eller supersportvagn är en extremt snabb och ofta dyr sportbil. Inom sportvagnsracing kallas de extremaste bilarna sportvagnsprototyper.

## Urval av sportbilar

### Frankrike

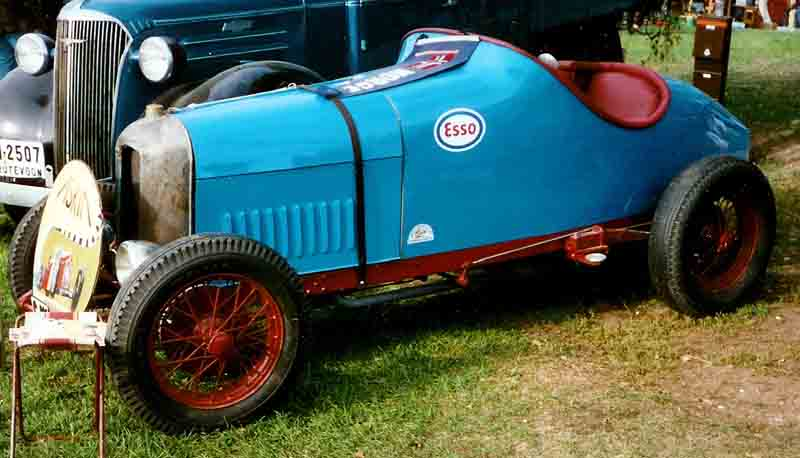
Amilcar CGSS

- Amilcar
- Bugatti
- Delage
- Facel Vega
- Matra
- Alpine

### Italien

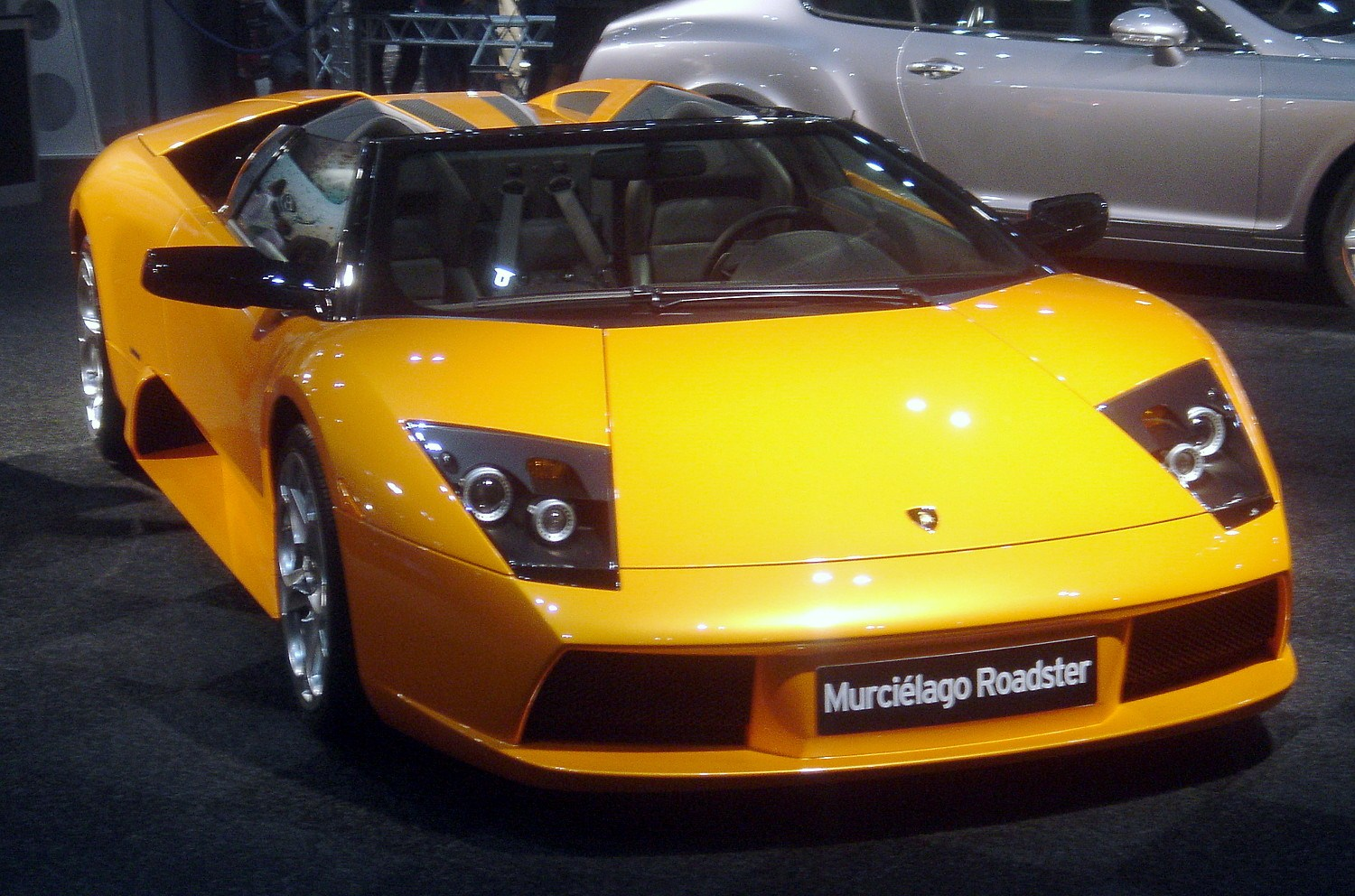
Lamborghini Murciélago Roadster

- Alfa Romeo
- Bertone
- Cizeta
- De Tomaso
- Ferrari
- Lamborghini
- Maserati
- Pagani

### Japan

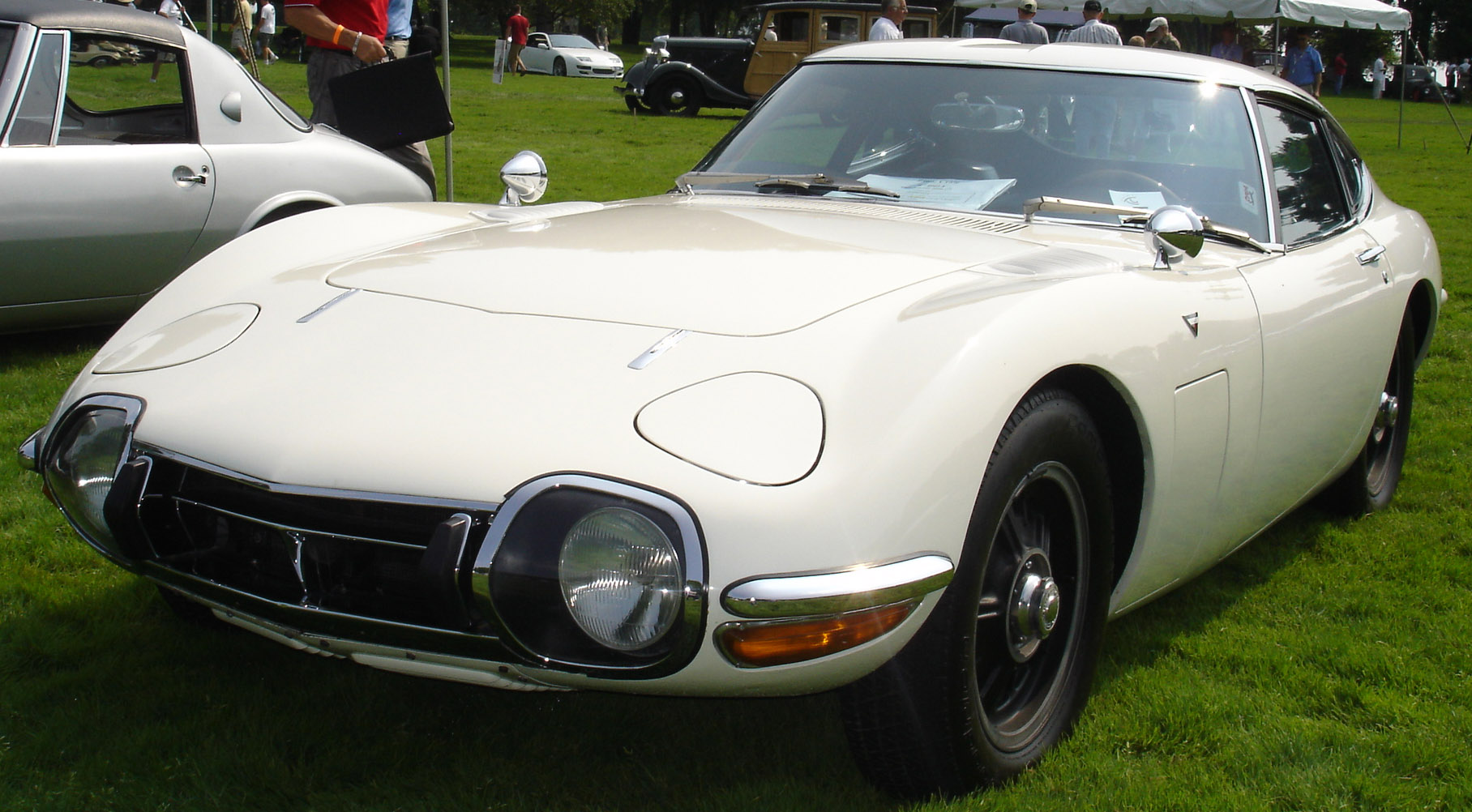
Toyota 2000GT

- Datsun Fairlady
- Datsun 240Z
- Mazda MX-5 (Miata)
- Mazda MX-6
- Nissan 200SX
- Toyota Celica
- Mazda RX-7
- Mitsubishi 3000GT
- Toyota 2000GT
- Toyota Supra
- Toyota GT86
- Subaru Impreza WRX STI
- Subaru BRZ
- Honda NSX

### Storbritannien

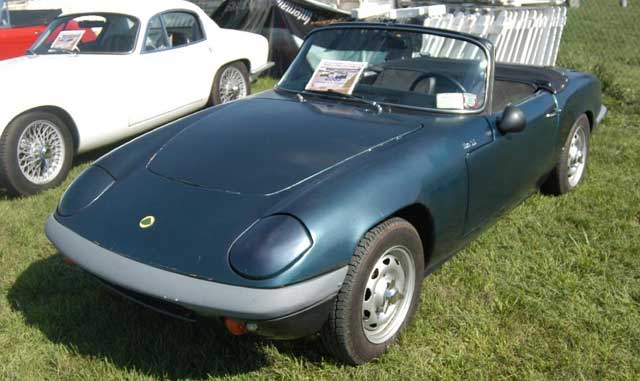
1966 Lotus Elan

- AC
- Allard
- Ascari
- Aston Martin
- Austin-Healey
- Bentley
- Bristol
- Ginetta
- Jaguar
- Lotus
- McLaren Automotive
- MG
- Morgan
- Noble
- Triumph
- TVR

### Sverige

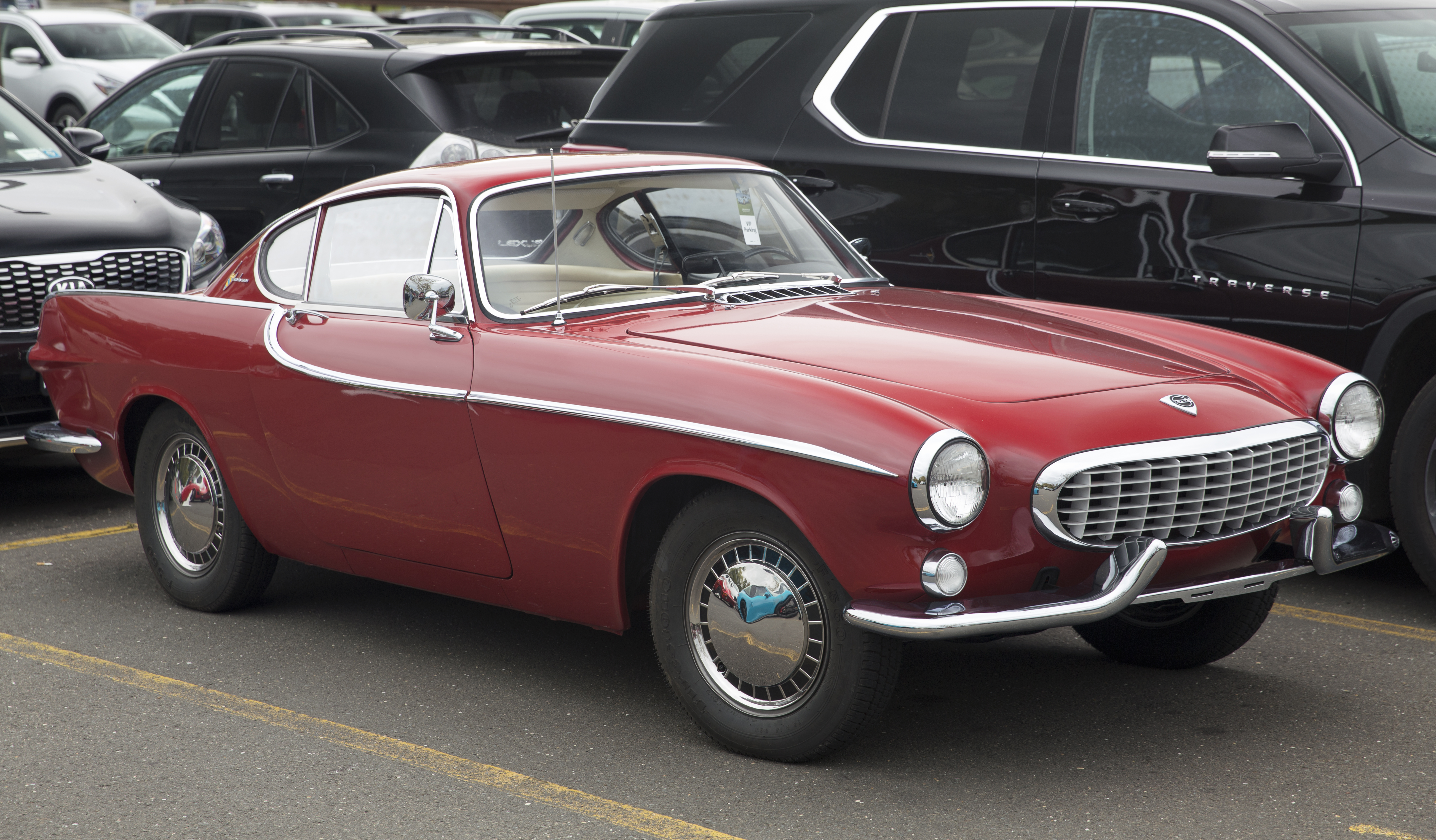
Volvo P1800

- Koenigsegg
- Saab Sonett
- Volvo P1800
- Volvo P1900

### Tyskland

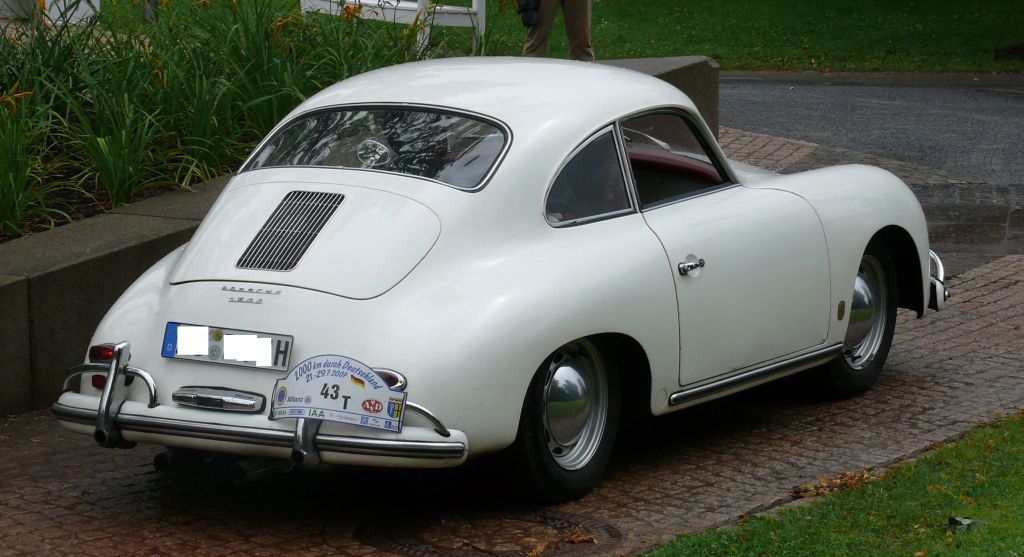
Porsche 356

- Audi TT
- Audi R8
- Audi RS5
- BMW M (BMW Motorsport GmbH)
- BMW Z
- Mercedes-Benz AMG
- Mercedes-Benz SLK
- Mercedes-Benz SLR McLaren
- Mercedes-Benz SLS AMG
- Opel Speedster
- Opel GT
- Porsche
- Volkswagen Corrado

### USA

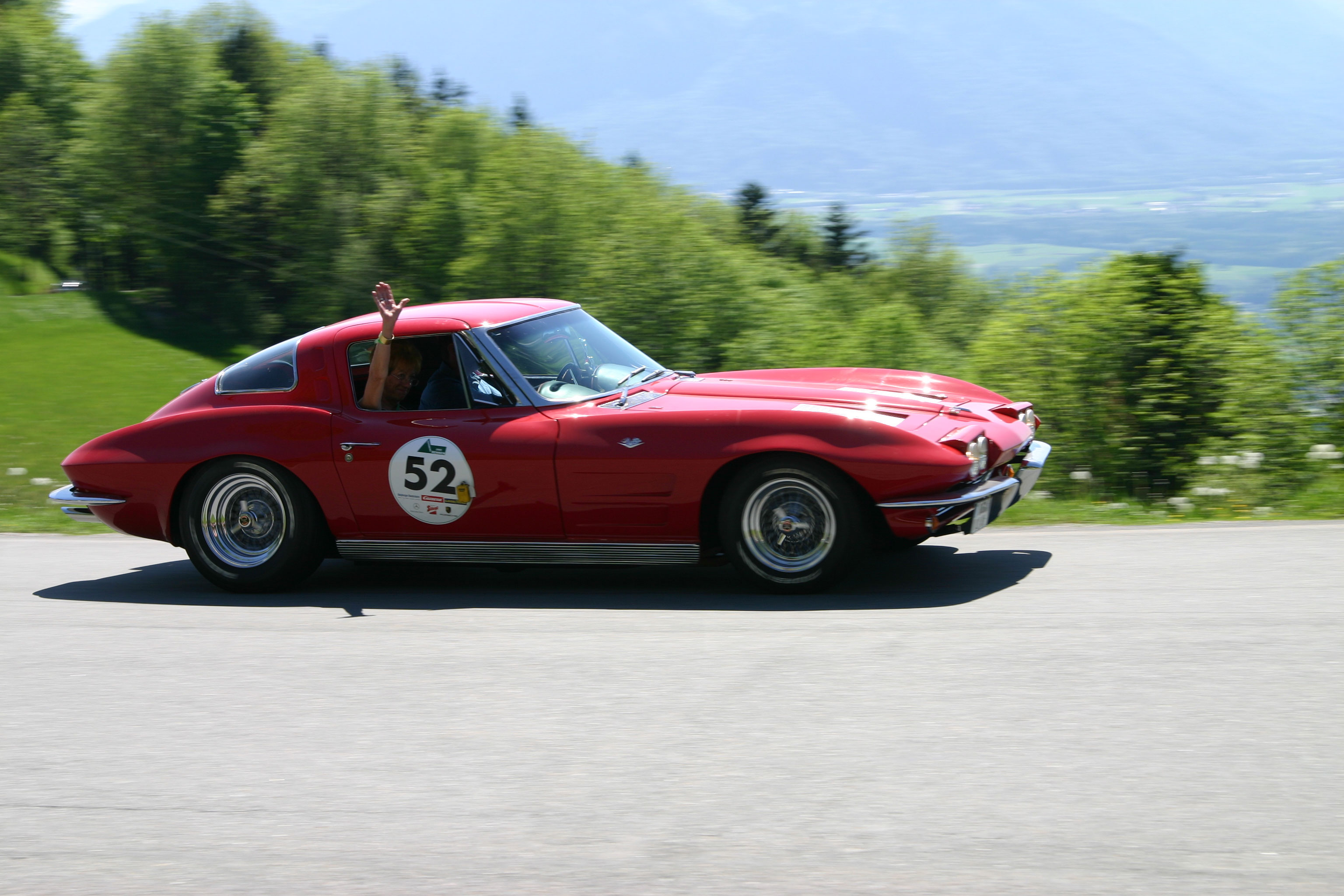
1963 Chevrolet Corvette Sting Ray

- Dodge Viper
- Chevrolet Corvette
- Shelby Cobra
- Shelby Series 1
- Saleen S7
- SSC Aero
- Ford GT